# Phaeothlypis
Phaeothlypis és un gènere d'ocells de la família dels parúlids (Parulidae). Es poden trobar a nivells baixos a prop de l'aigua, en boscos humits i paratges de la zona neotropical.
Antigament havien estat inclosos dins del gènere Basileuterus. Tot i que la majoria d'autoritats ara reconeixen dues espècies dins Phaeothlypis, l'evidència filogènica suggereix que els límits d'espècie poden requerir un re-avaluació.

## Espècie
- Phaeothlypis fulvicauda (Spix, 1825)
- Phaeothlypis rivularis (Wied, 1821)